# Ablacja przezskórna
Ablacja przezskórna – początkowo był to zabieg kardiologiczny wykonywany w celu trwałego wyleczenia zaburzenia rytmu serca nazywanego częstoskurczem. Polega on na zniszczeniu, najczęściej energią termiczną, obszaru serca, będącego anatomicznym podłożem występowania takiego zaburzenia. Obecnie dotyczy także innych narządów, z przerzutami nowotworowymi, czy nowotworami pierwotnymi, np. w takich jak: wątroba, prostata, macica, gruczoł piersiowy.
Ablacja przezskórna jest szczególnie przydatna w wypadku leczenia częstoskurczów z pobudzeniem nawrotnym (ang. reentry).
W celu wykonania ablacji do serca przez tętnicę udową lub żyłę udową wprowadzona zostaje specjalna elektroda.
Przed ablacją przeprowadza się inwazyjne badanie elektrofizjologiczne mające na celu określenie rodzaju zaburzenia rytmu i zlokalizowanie miejsca odpowiedzialnego za jego powstawanie i podtrzymywanie - mapowanie. Do przeprowadzenia badania używa się zmiennej liczby elektrod wewnątrzsercowych (zwykle 2-4), umieszczanych w różnych strukturach serca. Zabieg wykonuje się w znieczuleniu miejscowym w pracowni elektrofizjologii. Pod kontrolą obrazu RTG do żył lub tętnic wprowadza się elastyczne, plastikowe prowadnice. Przez nie wprowadzane są poprzez naczynia obwodowe do serca elektrody diagnostyczne i elektroda ablacyjna. Nowoczesną metodą mapowania jest tzw. system trójwymiarowej nawigacji elektroanatomicznej o nazwie CARTO System. Po zidentyfikowaniu rodzaju częstoskurczu i zlokalizowaniu obszaru odpowiedzialnego za jego powstawanie, w tym miejscu umieszcza się końcówkę elektrody ablacyjnej, która zostaje rozgrzewana prądem o częstotliwości radiowej (ang. RFA - radiofrequency ablation) do temperatury ok. 60 °C. Taka temperatura jest wystarczająca do zniszczenia obszaru będącego źródłem arytmii.
Drugą metodą jest krioablacja, podczas której stosuje się miejscowe zamrażanie tkanek.  Zanim definitywnie zamrozi wybraną tkankę może ją schłodzić aby wpierw uzyskać stan hibernacji w celu sprawdzenia czy przynosi to pożądany skutek. Po kilku sekundach zahibernowana tkanka ulega bez szkody rozmrożeniu. Jeżli uzyskano oczekiwany efekt pogłębia się zamrażanie otrzymując trwały efekt leczniczy.
Ablacja jest wysoce skuteczna, ale na pełny efekt często jednak trzeba dłużej poczekać, ponieważ arytmia może ustępować przez dłuższy czas po tym zabiegu. Zdarzają się przypadki wykonywania nawet kilku ablacji u jednego pacjenta.
Całkowity czas wykonywania ablacji wynosi nawet kilka godzin.
Wykazano brak różnicy skuteczności ablacji przezskórnej w porównaniu z leczeniem farmakologicznym, mierzonej wskaźnikami umieralności, udaru mózgu, krwawień i zatrzymania akcji serca. 
Możliwe powikłania:
- krwiak lub tętniak w okolicy miejsca wkłucia,
- zaburzenia przewodnictwa przedsionkowo-komorowego,
- zakrzepica,
- uszkodzenie naczyń lub serca.
- uszkodzenie przełyku

Prowadzone są badania nad nieinwazyjnymi metodami ablacji częstoskurczu komorowego, w tym Polskie badanie SMART-VT prowadzone przez Gliwicki oddział Narodowego Instytutu Onkologii im. Marii Skłodowskiej-Curie oraz Górnośląskie Centrum Medyczne w Katowicach.